# Bibbia di re Giacomo
(Dedica dei traduttori nella Epistola dedicatoria della Bibbia)
La Bibbia di re Giacomo (nota come King James Version, KJV, specie negli USA), o Versione Autorizzata (dallo stesso re Giacomo I: Authorized (King James) Version, specie nel Regno Unito; da cui la forma abbreviata Authorized Version (of the Bible) [AV] ‘la versione inglese del 1611’), è la traduzione della Bibbia in inglese più in uso dai cristiani protestanti.
Di essa esiste una versione statunitense chiamata American King James Version (AKJV; acronimo che è improprio per la inglese Authorized King James Version [AV]). La 
New King James Version (NKJV) è un moderno aggiornamento linguistico della versione originale – commissionata dall'editore Thomas Nelson nel 1975 – e mantiene gran parte dell'interpretazione tradizionale e della struttura delle frasi della KJV.
Commissionata dal re inglese Giacomo I e pubblicata nel 1611, essa rappresenta la versione ufficiale (o autorizzata) della Chiesa anglicana.

## Origine
La KJV, sebbene sia indubbiamente la più nota, non fu la prima traduzione della Bibbia in inglese. I primi tentativi di resa di parti dei testi biblici in inglese antico si devono alla Chiesa cattolica e risalgono al VII secolo. Sono circa 450 le edizioni parziali o complete dei libri biblici anteriori all'invenzione della stampa. Tra queste, degne di nota sono le traduzioni di John Wycliffe, del XIV secolo, il 1382 tradotta dal latino, dichiarata eretica in quanto propria degli eretici lollardi; di William Tyndale realizzata tra 1525 e 1534 tradotta dal greco, bandita dalla neonata (1534) chiesa anglicana; di Myles Coverdale nel 1535 che pubblicò una versione completa; di Thomas Matthew, pseudonimo di John Rogers, prodotta nel 1537 rivista in seguito da Coverdale venne alla luce nel 1539 e fu chiamata: Grande Bibbia, un unico e grande volume in caratteri gotici.
Prima della versione di re Giacomo, la traduzione anglicana ufficiale (Authorized Version) era la Bibbia di Ginevra (1557-1560) pubblicata a Ginevra e nel 1576 stampata anche in Inghilterra, mentre i cattolici inglesi facevano riferimento alla versione cattolica Bibbia di Douay-Rheims (1582 NT, 1609 intera Bibbia), strettamente legata alla Vulgata.

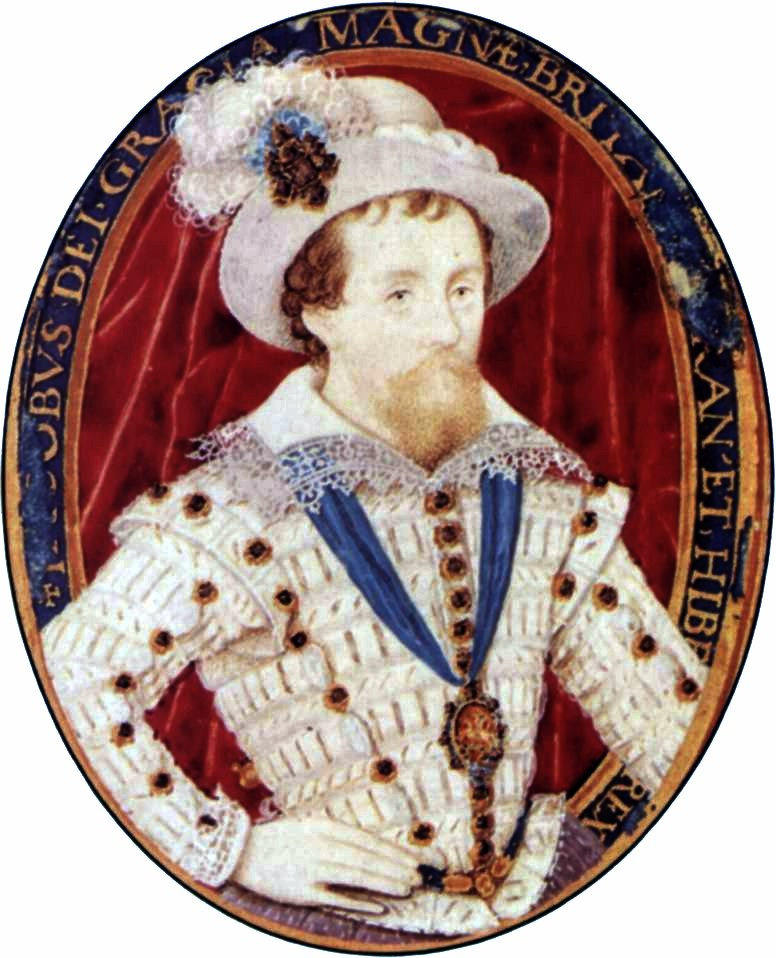
Ritratto di Giacomo I, opera di Nicholas Hilliard

Circa la Bibbia di Ginevra, una critica particolarmente diffusa in ambito protestante era il legame ancora troppo evidente che tale versione manifestava verso la Vulgata; d'altra parte conteneva note che offendevano la sensibilità dei lettori cattolici mettendo in discussione l'operato dei papi. Inoltre, siccome la "Grande Bibbia" non incontrava ancora il favore generale, nel maggio del 1601 il re Giacomo VI di Scozia indisse l'assemblea generale della Chiesa di Scozia presso la chiesa di San Columba del villaggio di Burntisland, nella contea scozzese di Fife, durante la quale propose una Bibbia riveduta in inglese scegliendo come testo di riferimento la "Grande Bibbia". L'incarico della revisione fu affidato ai vescovi della Chiesa d'Inghilterra (Comunione anglicana), con il risultato che nel 1568, si pubblicò la Bibbia dei Vescovi, un corposo volume con diverse incisioni. I calvinisti che erano contro i titoli onorifici clericali, ebbero da ridire sul termine "vescovi": quella revisione quindi non ebbe la diffusione attesa nel mondo anglofono.
Assunto anche il trono d'Inghilterra nel 1603 e il nome Giacomo I d'Inghilterra, ripropose il problema durante la conferenza ecclesiastica di Hampton Court, nel gennaio del 1604, nella quale venne ampiamente accolta la richiesta avanzata da parte del movimento puritano circa una nuova versione, con la motivazione ufficiale che la Bibbia di Ginevra non era adeguatamente corrispondente ai testi originali.
Re Giacomo impose alcune direttive generali da seguirsi in corso d'opera:
- doveva essere seguita come traccia principale la Bibbia dei Vescovi, scostandosi lievemente da essa solo laddove il testo originale lo richiedesse;
- le parole ecclesiastiche ormai consolidate nell'uso dovevano essere mantenute. Circa la parola church (chiesa), essa doveva essere preferita a congregation (congregazione);
- laddove alcuni termini risultassero ambigui si doveva optare per la lezione più comunemente usata dai più eminenti studiosi, in accordo con il contesto e con l'analogia fidei;
- non dovevano essere inserite note marginali se non con l'intento di spiegare il significato di alcuni termini ebraici o greci;
- tali note dovevano essere inserite per spiegare la scelta di lezioni diverse da quelle presenti nella Bibbia dei Vescovi e proposte invece da altre versioni, cioè: Bibbia Tyndale; Bibbia Coverdale; Bibbia Matthew; Grande Bibbia; Bibbia di Ginevra.

## Realizzazione
Il lavoro venne svolto da 47 studiosi, sebbene ne fossero stati contattati originariamente 54, che operarono suddivisi in sei commissioni: due a Oxford, due a Cambridge e due a Westminster. Questo l'elenco completo dei traduttori:
- Prima commissione di Westminster (Pentateuco, libri storici): Lancelot Andrewes, John Overall, Hadrian à Saravia, Richard Clarke, John Layfield, Robert Tighe, Francis Burleigh, Geoffrey King, Richard Thomson, William Bedwell.
- Prima commissione di Cambridge (scritti): Edward Lively, John Richardson, Lawrence Chaderton, Francis Dillingham, Roger Andrewes, Thomas Harrison, Robert Spaulding, Andrew Bing.
- Prima commissione di Oxford (profeti): John Harding, John Rainolds (o Reynolds), Thomas Holland, Richard Kilby, Miles Smith, Richard Brett, Daniel Fairclough.
- Seconda commissione di Oxford (Vangeli, Atti, Apocalisse): Thomas Ravis, George Abbot, Richard Eedes, Giles Tomson, Henry Savile, John Peryn, Ralph Ravens, John Harmar.
- Seconda commissione di Westminster (epistole): William Barlow, John Spencer, Roger Fenton, Ralph Hutchinson, William Dakins, Michael Rabbet, Thomas Sanderson.
- Seconda commissione di Cambridge (apocrifi o deuterocanonici): John Duport, William Branthwaite, Jeremiah Radcliffe, Samuel Ward, Andrew Downes, John Bois, John Ward, John Aglionby, Leonard Hutten, Thomas Bilson, Richard Bancroft.

Qualcuno ha ipotizzato che nel lavoro di traduzione sia stato coinvolto anche William Shakespeare (1564-1616): la 'prova' consisterebbe nel fatto che, esaminando la traduzione del salmo 46, la 46ª parola dal principio è "shake", alla quale segue, dopo altre 46 parole, "spear". Inoltre, il 46º anno d'età del celebre scrittore (1610) cade all'interno del periodo di lavorazione. Contro questa interpretazione dal sapore quasi cabalistico è stato fatto notare come giocando anche sulla Bibbia di Ginevra e su altre traduzioni inglesi precedenti la nascita di Shakespeare si ottiene lo stesso risultato.
Nel gennaio del 1609 un comitato generale di revisione si riunì a Londra per esaminare le bozze definitive prodotte dalle 6 commissioni. Tale comitato includeva John Bois, Andrew Downes, John Harmer, e uno sconosciuto indicato come 'AL' (probabilmente il vescovo gallese Arthur Lake).
La prima stampa della KJV fu pubblicata da Robert Barker nel 1611, e poteva essere acquistata sfusa per 10 scellini, 12 per la versione rilegata.

## Fonti

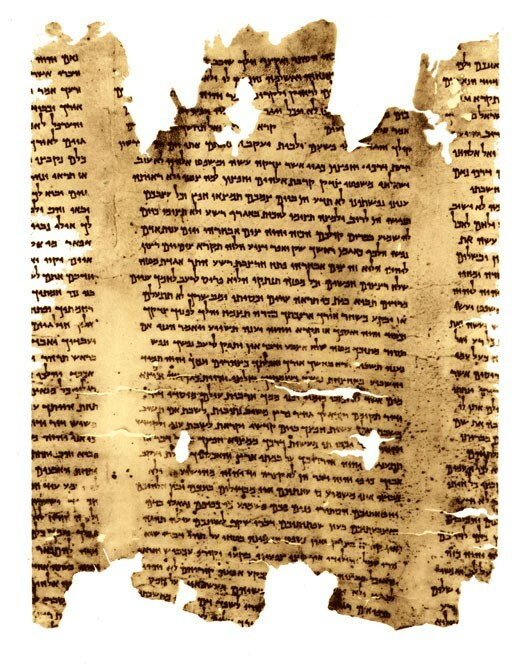
Un frammento dei Manoscritti del Mar Morto ai quali è ispirata la Bibbia di re Giacomo

Nel XVII secolo la stragrande maggioranza delle versioni bibliche erano eseguite a partire dal testo latino della Vulgata (fanno eccezione alcune bibbie, tra cui quella di Tyndale e Lutero).

Innegabile pregio che soggiace alla realizzazione della KJV è il dichiarato intento di realizzare la traduzione a partire dai testi originali ebraico-aramaici (edizione della Bibbia Bromberg del 1524-25) e greci (edizione comunemente chiamata textus receptus di Erasmo da Rotterdam del 1515-16).
Il ritrovamento di altri manoscritti dopo il XVI secolo, tra cui soprattutto i manoscritti del Mar Morto, e l'affinamento degli studi critico-filologici, ha portato all'elaborazione di edizioni critiche dei testi originali diverse da quelle usate per la KJV. Confrontata coi 'testi originali' della Bibbia oggi adottati dagli studiosi, pertanto, la KJV mostra alcune discrepanze. In molti altri passi dell'Antico Testamento, inoltre, sono presenti veri e propri errori di traduzione: il greco era allora ampiamente conosciuto, ma lo studio della lingua ebraica e aramaica tra i non giudei di inizio XVII secolo era poco sviluppato.
Come è ragionevole, nelle revisioni successive al 1611 tali discrepanze ed errori vennero corretti.
Tuttavia, alcuni fondamentalisti cristiani ritengono che il testo corretto sia proprio quello della KJV: le altre lezioni, anche se presenti su manoscritti antichi, sono corruzioni che non devono essere prese in considerazione.
La ricerca di tale aderenza con i testi originali si manifesta in particolare nel fatto che parole non presenti nei testi sorgente, ma implicati dal contesto venivano aggiunte nella traduzione ma tra parentesi quadre o in corsivo.
Riferimento immediato della KJV, tuttavia, invece che la Bibbia dei Vescovi (come esplicitamente richiesto da re Giacomo) o i testi originali fu la Bibbia Tyndale. Per il Nuovo Testamento, almeno l'80% del testo proviene inalterato da tale versione.
In particolare, la Tyndale aveva introdotto alcune etichette teologiche che si scostavano dalla consuetudine cristiana del tempo e che verranno riprese da Lutero e dalla tradizione protestante. Per esempio i termini greci presbyteros, ekklesia, agape, baptisma, furono da Tyndale tradotti in inglese rispettivamente con elder, 'anziano' (invece dell'allora comune priest, sacerdote); congregation, 'congregazione' (invece dell'allora comune Church, Chiesa); love, 'amore' (invece dell'allora comune charity, 'carità'); washing, 'lavaggio', (invece dell'allora comune baptism, 'battesimo'). Alcuni di tali termini (washing, congregation) furono ripresi dalla KJV.

## Stile
Al momento della sua uscita nel 1611, la KJV fu molto apprezzata per la qualità della prosa e della poesia che caratterizzava la traduzione.
Da allora però la lingua inglese è notevolmente cambiata, come è normale che avvenga per tutte le lingue vive. Alcuni termini e strutture grammaticali pertanto possono suonare come arcaici o non immediatamente comprensibili: vedi per esempio il pronome di seconda persona singolare thou, poi soppiantato nell'uso da you; replenish, riempire, poi soppiantato da fill; even, usato nel senso oggi inusuale di "cioè"; il pronome genitivo di terza persona singolare its (suo) non era ancora consolidato a livello letterario, per cui si legge per esempio the blood thereof (il di lui sangue), invece di its blood.
Per tale arcaicità di linguaggio, unitamente alla discordanza con le attuali edizioni critiche dei testi biblici, la KJV è fortemente osteggiata da alcuni studiosi anglosassoni, che la sconsigliano come testo base da adottare per gli studi biblici. Alcuni di questi studiosi: Walter Brueggemann, Marcus Borg, Warren Carter, James L. Crenshaw, Robert W. Funk, John Dominic Crossan e N.T. Wright.
Nella scelta di alcuni termini la KJV suscitò alcune perplessità tra i letterati del tempo, che li giudicarono eccessivamente 'schietti' e poco raffinati: piss, pisciare (1 Samuele 25,22.34); teats, tette (Ezechiele 23,3); menstruous woman, donna mestruata (Lamentazioni 1,17). Le versioni contemporanee inglesi provvedono piamente a modificare o parafrasare tali passi.
Nella prima edizione del 1611 la KJV includeva un certo numero di varianti di lettura, vale a dire traduzioni diverse ugualmente possibili a partire da ambiguità dei termini originali. La maggior parte delle edizioni contemporanee della KJV omettono tali varianti (tra le edizioni contemporanee a stampa con varianti vedi per esempio l'americana Cornerstone UltraThin Reference Bible, pubblicata da Broadman e Holman).
Il nome divino o tetragramma biblico è reso normalmente con LORD tutto maiuscolo, anche se in sette passi (Genesi 22,14; Esodo 6,3; Esodo 17,15; Giudici 6,24; Salmi 83,18; Isaia 12,2; Isaia 26,4) viene reso Jehovah.
Dal 2011 invece, in occasione del 400º anniversario, viene prodotta la versione riveduta che ristabilisce il nome di Dio Jehovah (in italiano reso Geova) per oltre 6900 volte, come era in principio nei manoscritti originali.

## Formato grafico

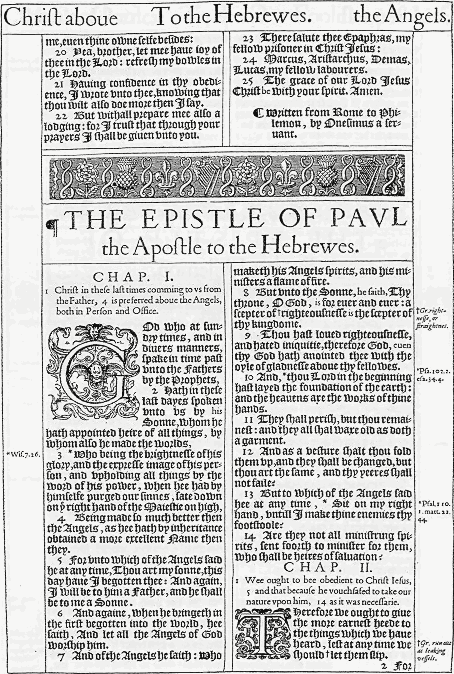
Una pagina della KJV del 1611 (incipit della Lettera agli Ebrei).

La stampa della prima versione della KJV, nel 1611, avvenne prima della standardizzazione della lingua inglese, realizzatasi compiutamente nel XIX secolo. Si possono pertanto notare diverse distonie con l'attuale sistema grafico:
- la "v" minuscola rendeva le iniziali "u" e "v", mentre in corpo e finale di parola la "u" rendeva "u" e "v".
- la "s lunga" ʃ era usata per le "s" finali.
- la "j" era presente solo dopo la "i" o come finale in una numerazione romana.
- la punteggiatura era usata in maniera differente dall'attuale.
- l'arcaica lettera anglosassone thorn (Þ þ, pronuncia th) era a volte resa con la continentale "y", ottenendo "ye" invece del contemporaneo "the".
- i fonemi an o am erano resi con ã, di stile stenografico, laddove si dimostrava necessario risparmiare spazio nella riga.

Nelle edizioni contemporanee tali caratteristiche vengono corrette, uniformando il testo alla grafia moderna.
La prima versione usava caratteri gotici invece di quelli romani a noi comuni, usati anche nella precedente Bibbia di Ginevra (nel 1614 uscì però una versione della KJV col carattere romano). Il carattere corsivo o italico indicava testo non presente nell'originale greco o ebraico ma necessario per la grammatica inglese.
Come la Grande Bibbia e la Bibbia dei Vescovi, ma diversamente dalla Bibbia di Ginevra, l'ampio formato del volume era pensato per un uso pubblico e liturgico.

## Prefazioni e appendici
L'edizione del 1611 conteneva due prefazioni:
- la prima è la "Lettera dedicatoria", vale a dire una dedica al "più alto e potente principe" re Giacomo[20]. Molte versioni britanniche della KJV riportano tale dedica, mentre è sovente assente in edizioni americane economiche o di piccolo formato.
- la seconda e più interessante prefazione è il saggio "I traduttori al lettore"[21], una lunga e dotta trattazione che difende la qualità del lavoro traduttivo. Poche edizioni contemporanee includono tale prefazione.

La prima edizione conteneva inoltre alcune appendici, tra cui una tabella per la lettura dei Salmi alla liturgia mattutina o serale, un calendario, un almanacco, una tavola per le festività e le ricorrenze sacre. La maggior parte di tale materiale divenne obsoleta nel 1752, con l'adozione nel Regno Unito e colonie del calendario gregoriano. Le edizioni moderne omettono tali appendici.

## Canone
L'edizione del 1611 della versione di Re Giacomo includeva i libri apocrifi, noti nella tradizione cattolica con la dicitura libri deuterocanonici. Si tratta di alcuni libri interi e di brani di altri libri del Vecchio Testamento, assenti nel canone ebraico ma presenti nella Settanta prima e poi nella Vulgata:
- 1 Esdra (3 Esdra nella tradizione cattolica);
- 2 Esdra (4 Esdra nella tradizione cattolica);
- Tobia;
- Giuditta;
- Brani di Ester (10,4-16,24);
- Sapienza;
- Siracide;
- Baruc + Lettera di Geremia;
- Brani di Daniele (3,24 - 90): cantico dei tre giovani;
- Brani di Daniele (c. 13): storia di Susanna;
- Brani di Daniele (c. 14): Bel e il Drago;
- Preghiera di Manasse;
- 1 Maccabei;
- 2 Maccabei.

Secondo i 39 articoli, la confessione dottrinaria della Chiesa anglicana stabilita nel 1563, questi libri erano considerati non-canonici, ma dovevano essere «letti come esempio di vita e apprendimento di buone usanze».
Nell'edizione del 1661 i testi apocrifi erano inclusi in una sezione apposita della KJV, tra la fine dell'Antico Testamento e l'inizio del Nuovo Testamento. A partire dal 1827 molte edizioni omisero tale sezione. Le edizioni contemporanee li includono raramente.

## Revisioni
La KJV ha subito moltissime revisioni ed edizioni: 1613, 1629, 1638, 1762, 1769. 
L'edizione del 1769 in particolare costituisce la base delle edizioni contemporanee. Fu stampata presso l'Università di Oxford a cura di Benjamin Blayney. Il testo in essa contenuto è sostanzialmente lo stesso della prima edizione del 1611 con alcune modifiche: è ampliato l'uso di evidenziare in corsivo le parole originariamente assenti; vengono corretti alcuni errori di punteggiatura; ortografia e grammatica vengono aggiornate secondo gli standard del XVIII secolo.
Anche in epoca contemporanea ha subito molte revisioni, complice l'ampio mercato disponibile:
- New King James Version, 1982;
- 21st century King James Version, 1991;
- American King James Version, 1999;
- King James 2000 Version, 2000;
- Restored Name King James Version, 2001, che "ripristina il nome" di Dio col tetragramma YHWH;
- Updated King James Version, 2004;
- Nel 2005 l'università di Cambridge ha pubblicato la New Cambridge Paragraph Bible, a cura di David Norton, che modernizza il testo della KJV secondo l'ortografia e grammatica.
- The New Authorized Version, 2006;
- Children's King James Version, 2006;
- The Divine Name King James Bible edizione dei 400 anni  Archiviato il 9 febbraio 2012 in Internet Archive., 2011, che ripristina il nome di Dio (Jehovah, "Geova" in Italiano) per oltre 6900 volte;

Una revisione completa nel 1870 in Inghilterra, produsse la English Revised Version, che portò ad un'ulteriore revisione americana, con la pubblicazione della diffusa e nota versione: American Standard Version.
La Bibbia di re Giacomo e le traduzioni della Bibbia pubblicate dal XVIII secolo differiscono per una lista (non esaustiva) di almeno 16 passi che sono del tutto omessi o riportati nelle note in calce al testo, a causa di dubbi sollevati riguardo alla loro autenticità. Gli studiosi della Revised Version del 1881, dell'American Standard Version del 1901, della Revised Standard Version (1947), della Today's English Version (the Good News Version) del 1966, hanno ritenuto che si fosse trattato di aggiunte successive ai manoscritti originali. Il prospetto seguente sintetizza la relazione fra le traduzioni e i versi legenda sono indica:
- O = omesso nel corpo del testo.
- B = racchiuso fra parentesi nel testo principale. – Il gruppo di traduttori e la maggior parte dei biblisti odierni[senza fonte] ritengono che tali sezioni non appartengano al testo originale.

Ciononostante, la traduzione NASB e la Holman CSB le riportano indicate fra parentesi
- F = omissione descritta nelle note in calce al testo.

|                    | Traduzioni in inglese |      |      |      |     |      |     |     |     |
| Versi              | NIV                   | NASB | NKJV | NRSV | ESV | HCSB | NET | NLT | WEB |
| Matteo 9:34        |                       |      |      |      |     |      |     |     |     |
| Matteo 12:47       |                       |      |      | F    | F   | F    |     | F   |     |
| Matteo 17:21       | F                     | B    | F    | O    | F   | B    | O   | F   |     |
| Matteo 18:11       | F                     | B    | F    | O    | F   | B    | O   | O   |     |
| Matteo 21:44       |                       |      | F    | F    |     | B    |     | F   |     |
| Matteo 23:14       | F                     | B    | F    | O    | F   | B    | O   | O   |     |
| Marco 7:16         | F                     | B    | F    | O    | F   | B    | O   | O   |     |
| Marco 9:44         | F                     | B    | F    | O    | F   | B    | O   | O   |     |
| Marco 9:46         | F                     | B    | F    | O    | F   | B    | O   | O   |     |
| Marco 11:26        | F                     | B    | F    | O    | F   | B    | O   | O   |     |
| Marco 15:28        | F                     | B    | F    | O    | F   | B    | O   | O   |     |
| Marco 16:9–20      | B                     | B    | F    | F    | B   | B    | B   |     |     |
| Luca 17:36         | F                     | B    | F    | O    | F   | B    | O   | O   | F   |
| Luca 22:20         |                       |      |      |      |     | F    |     | F   |     |
| Luca 22:43         |                       | B    | F    | F    |     | B    | B   | F   |     |
| Luca 22:44         |                       | B    | F    | F    |     | B    | B   | F   |     |
| Luca 23:17         | F                     | B    | F    | O    | F   | B    | O   | O   |     |
| Luca 24:12         |                       |      |      |      |     |      |     |     |     |
| Luca 24:40         |                       |      |      | F    |     |      |     |     |     |
| Giovanni 5:4       | F                     | B    | F    | O    | F   | B    | O   | O   |     |
| Giovanni 7:53–8:11 |                       | B    | F    | F    | B   | B    | B   |     |     |
| Atti 8:37          | F                     | B    | F    | F    | F   | B    | O   | O   | F   |
| Atti 15:34         | F                     | B    | F    | O    | F   | O    | O   | O   | F   |
| Atti 24:7          | F                     | B    | F    | O    | F   | B    | O   | O   | F   |
| Atti 28:29         | F                     | B    | F    | O    | F   | B    | O   | O   |     |
| Romani 16:24       | F                     | B    | F    | O    | F   | B    | O   | O   |     |

Queste omissioni furono aspramente criticate dal King James Only Movement, corrente delle Chiese evangeliche e battiste che ritiene la Bibbia di re Giacomo la migliore traduzione della Bibbia mai realizzata, ritiene che essa debba fondarsi sul corpo di manoscritti di tipo testuale bizantino denominato Textus Receptus, rinunciando ad affidarsi alla famiglia di manoscritti in tipo testuale alessandrino sui quali si basarono la critica testuale di Westcott-Hort nel 1881, del teologo tedesco Kurt Aland e successivamente la maggior parte delle traduzioni pubblicate nel XIX e nel XX secolo.

## Copyright
Nella maggior parte del mondo la KJV è liberamente riprodotta in quanto esente da diritti di copyright. Questo non succede nel Regno Unito, dove i diritti sono detenuti dalla Corona Britannica. In tale paese pertanto gli editori sono autorizzati a riprodurre la KJV solo dietro esplicito consenso del sovrano che delega tale funzione alla Cambridge University Press. Nel caso della sola Scozia, l'autorizzazione è rilasciata dalla Scottish Bible Board.

## Fortuna e diffusione
La KJV sostituì la Bibbia dei Vescovi nella liturgia anglicana con molta lentezza, complice anche il fatto che il re Giacomo non emanò una direttiva a proposito. 
Anche la Bibbia di Ginevra, sebbene non usata ufficialmente nel culto, continuò a godere di notevole diffusione e popolarità.
Solo a partire dal 1660, dopo la guerra civile inglese, le precedenti traduzioni cominciarono a perdere decisamente terreno e consenso a favore della KJV.
Al pari della versione di Lutero per il tedesco, ha avuto un impatto notevole sull'intera lingua e letteratura inglese.
Il lavoro di autori inglesi come John Bunyan, John Milton, Herman Melville, John Dryden, e William Wordsworth risente notevolmente della KJV. Lo studioso John Hayes Gardiner (1863-1913) della Harvard University disse che "nello studio della letteratura inglese, se c'è un assioma che può essere accettato senza discussione è che lo stile della prosa inglese è stabilito dalla King James Version". La statunitense Compton's Encyclopedia sostiene che la KJV "è stata un modello di scrittura per generazioni di anglofoni" .
Il predicatore inglese Charles Spurgeon (1834-1892) dichiarò dello scrittore protestante John Bunyan (1628-1688): "leggi quello che vuoi di lui e vedrai che è quasi come leggere la Bibbia stessa". Il racconto allegorico di Bunyan "Il cammino del pellegrino" ha rappresentato una pietra miliare della letteratura protestante: sovente è stato il secondo lavoro letterario tradotto dai missionari, quando il primo era ovviamente la KJV.
The Bible and the Anglo-Saxon People asserisce: «Fu allora che divenne la 'Versione autorizzata', sebbene l'unica autorizzazione derivasse della sua pregevolezza». Un altro giudizio positivo sulla Bibbia di Re Giacomo è quello del The Cambridge History of the Bible: «Il suo testo ha acquisito una santità legittimamente ascrivibile solo alla voce diretta di Dio; a moltitudini di cristiani di lingua inglese alterare le parole della 'Bibbia del re Giacomo' sembra quasi blasfemo».
Lo scrittore John Milton (1608-1674), autore tra l'altro del poema Paradiso perduto, è stato pesantemente influenzato dalla KJV (ogni mattina leggeva qualche pagina della Bibbia).
Altri autori trassero ispirazione dalla KJV, sia quanto a contenuto che stile: William Wordsworth, George Byron, John Keats, Henry Wadsworth Longfellow, Herman Melville, Walt Whitman, Emily Dickinson, Mark Twain, William Dean Howells, T. S. Eliot, Ernest Hemingway, Flannery O'Connor, Robert A. Heinlein, Bob Dylan.
La Bibbia di Re Giacomo inoltre è stata usata come testo di riferimento per la traduzione della Bibbia in altre lingue, infatti molti che traducevano la Bibbia nella loro lingue locali non conoscendo l'ebraico ed il greco, hanno usato la Bibbia di Re Giacomo come fonte primaria per le traduzioni nelle lingue locali.
Secondo il British Library la Bibbia di re Giacomo è «il testo inglese più diffuso al mondo», si calcola infatti che sono state pubblicate, ad oggi, più di un miliardo di copie.